# New Falcon
New Falcon – jednostka osadnicza w Stanach Zjednoczonych, w stanie Teksas, w hrabstwie Zapata.